# Mars Exploration Joint Initiative
Mars Exploration Joint Initiative (MIJI) est un accord signé en octobre 2009 entre l'Agence spatiale européenne (ESA) et la NASA pour développer ensemble le programme d'exploration robotique de Mars. L'accord résulte des difficultés financières rencontrées par chacune des deux agences pour mettre sur pied les missions couteuses qu'elles envisagent. L'ESA a en projet l'envoi à la surface de Mars du rover ExoMars, une mission complexe pour l'agence et couteuse, tandis que la NASA doit faire face à de gros dépassements de budget sur la mission du rover MSL lancé en 2011 qui constituent un frein pour les missions futures,. 
Des contacts sont noués à l'initiative de l'agence spatiale européenne afin de combiner les deux programmes et permettre ainsi  l'envoi de missions au cours de chacune des fenêtres de lancement de 2016, 2018 et 2019. Les objectifs des missions envisagées sont l'étude de la planète Mars dans le domaine de l'exobiologie, de la géologie et de la géophysique avec comme but le retour sur Terre d'un échantillon de sol martien au cours des années 2020. Les missions à l'étude ou en cours de développement dans le cadre de cet accord sont :
Pour la fenêtre de lancement de 2016 les deux missions ExoMars 2016 lancées par une fusée Atlas V financée par l'agence américaine : 
- ExoMars Trace Gas Orbiter (TGO) est un orbiteur sous la responsabilité de l'ESA qui a pour mission principale d'identifier l'origine du méthane et d'autres gaz rares présents dans l'atmosphère martienne
- ExoMars EDM   est un atterrisseur de l'ESA qui doit permettre à celle-ci de valider les techniques de rentrée atmosphérique et d'atterrissage sur Mars en vue de l'envoi d'un rover. L'engin emporte également une station météorologique.

Pour la fenêtre de lancement de 2018 les deux missions ExoMars 2018 lancées par une fusée Atlas V financée par l'agence américaine : 
- ExoMars Rover est un rover européen qui doit rechercher la présence de vie sur Mars et étudier la surface la planète pour y détecter des indices de présence d'eau
- MAX-C   est un rover développé par la NASA qui doit pouvoir rechercher des indices de la vie, prélever des carottes dans le sous-sol martien et les stocker pour une future mission de retour d'échantillon sur Terre qui reste à définir.

Pour la fenêtre de lancement de 2020 :
- Un réseau de petits atterrisseurs spécialisés dans le domaine de la géophysique et de l'étude de l'environnement

- À terme, au cours des années 2020, le retour d'échantillons du sol martien sur Terre.